# わたしたちの田村くん
『わたしたちの田村くん』（わたしたちのたむらくん）は、竹宮ゆゆこの小説家デビュー作となるライトノベルである。2004年から2005年にかけて『電撃hp SPECIAL』と『電撃hp』に掲載され、2005年に電撃文庫で2冊の文庫本として刊行された。イラストはヤスが手がけた。メディアミックスとして、倉藤倖作画によるコミカライズやラジオドラマ化がなされた。

## 概要
本編は主人公の少年田村雪貞が2人の少女、松澤小巻と相馬広香に出会い、互いに惹かれながらも2人との関係に苦悩し、奔走する日々を描くラブコメディ作品である。全3話で構成されており、第1話は2004年9月発売の『電撃hp SPECIAL』に「うさぎホームシック」のタイトルで掲載され、続く第2話は2005年2月と4月発売の『電撃hp』に「氷点下エクソダス」のタイトルで掲載された。第1話と第2話を収録した文庫本第1巻に初めて『わたしたちの田村くん』のタイトルがついた。第3話「さよならサテライト」を収録した文庫本第2巻で「一旦終わり」となっている。『このライトノベルがすごい！』作品部門では2006年版で7位を獲得している。
本編以外に、文庫本には本編において脇役であった高浦真一の暮らしを描いた番外編「高浦さんちの家族計画」も収録されている。また文庫本未収録作品にも本編を補足するエピソードが描かれたものがある。「ひみつメランコリー」には本編に描かれなかった松澤小巻の高校生活が描かれており、「おひげガールズ」には本編の後の田村雪貞と相馬広香のエピソードが描かれている。
倉藤倖作画による漫画は、『月刊電撃コミックガオ！』2006年7月号から2008年4月号まで連載され、電撃コミックスで全4巻の漫画単行本として発売された。

## ストーリー
本編
中学3年生の田村雪貞は、ふとしたことから松澤小巻に一目惚れをする。小巻はいわゆる不思議少女系で「故郷の星に帰る」と言っていた。果敢に小巻にアタックする雪貞だが小巻に拒絶され、小巻との関係をあきらめかけるが、その理由が家族を事故で失ったためであったと知った雪貞は小巻に告白する。その直後に小巻の祖母が死亡し、小巻は転校してしまう。雪貞は小巻に手紙で連絡を取り合っていたが、受験の頃から手紙は来なくなっていた。
高校に入学した雪貞は、クラスメイトの相馬広香と関わっているうちに、彼女が中学時代いじめられ、不登校になり孤立していたことを知ってしまう。再び不登校になった広香を雪貞は励まし、そんな雪貞に広香は好意を示すようになる。同じ頃、小巻から久しぶりの手紙が届き、雪貞は2人の少女との関係に懊悩するようになる。
番外編「高浦さんちの家族計画」
高浦真一の妹・玉井伊欧が、恋愛や性的な事柄を極端に嫌悪し、非社会的になっているのを見かねた真一が、妹を更生させようとする。

## 登場人物

### 主要人物
田村 雪貞（たむら ゆきさだ）
声：保志総一朗
本作の主人公。かつては昆虫博士だったが現在は鎌倉時代の風俗史に興味を持つ。中学3年時に小巻に一目惚れし告白するも、彼女は転居してしまう。兄、弟、両親との5人暮らし。基本的にノリがよく、お調子者。好物はウナギと餃子（自家製）。憧れの人物は北条時宗。しかし夢の中に降臨するのは神武天皇。その後「おひげガールズ」では『髪結い伊三次』の主人公を演じた中村橋之助に浮気する。
松澤 小巻（まつざわ こまき）
声：広橋涼
本作のヒロインの一人。中学3年時の雪貞のクラスメイト。12歳の時に事故で両親と兄を亡くす。その過去からあまり人と関わらずひっそりと生きたいと思うようになる。中学3年時に出会った雪貞に徐々に心開いてゆくが、その夏にそれまで2人暮らししていた祖母が死亡したため、遠い親戚の家に転居することになる。不思議系電波娘。成績はよく、常に学年トップ。陸上部で200メートル走の選手。好きな食べ物はカレー。誕生日は9月19日（雪貞曰く「覚え方はクイック」）。乙女座のO型。
相馬 広香（そうま ひろか）
声：小清水亜美
本作のヒロインの一人。高校1年時の雪貞のクラスメイト。かなりの美少女で人を寄せつけようとしない態度から「ツンドラ女王」と称される。中学時代にいじめられ、中学生活最後の1年間を不登校で過ごす。高校受験時、直に家庭教師をしてもらっていた。入学後、同じ中学出身の同級生に会ったことから不登校がばれるのを恐れていたが雪貞に励まされ、雪貞を好きになる。雪貞のファーストキスの相手。料理の腕はよい。
『このライトノベルがすごい！』女性キャラクター部門では2006年版で7位を獲得している。

### 田村家
田村 直（たむら なお）
声：中尾良平
雪貞の3歳上の兄で、頭脳明晰で日本で最難関といわれるT大理一に進学。広香の家庭教師をしていた。頼れる兄貴。常に辞書のことを気にする。
田村 孝之（たむら たかゆき）
雪貞の3歳下の弟で、スポーツ万能で女子にモテる。小学6年時からはサッカーに専念している。顧問の先生たちに囲われた。
田村母
声：山本百合子
本名不明。ノリのいい母で、性格は若々しい。

### 高浦家
高浦 真一（たかうら しんいち）
声：私市淳
雪貞の親友。中学時代、クラス委員長をしていた。中学3年の夏、カップルが乱立する中でその情報を収集する野次馬。田村と小巻との仲を応援していたが……　何かと妹のことを気にかけている。
玉井 伊欧（たまい いお）
真一の腹違いの妹。母親は真一の父親の愛人であり、高浦家の財産を弄ぶ母親を軽蔑している。複雑な家庭環境のせいか元々の本好きがこじれ、オカルティックな黒魔術に目覚めたり、耽美系のウェブサイトを運営したりするようになってしまった。また、性的な事柄を極端に嫌悪している。一方で他人の情報からその人の動向を推測するなど、非常に鋭い一面も持つ。ポテトという名前のマメシバを飼っている。
兄の真一とともに『とらドラ・スピンオフ！』にも登場している。
玉井 麗子（たまい　れいこ）
伊欧の母親。真一の父親の愛人で現在高浦家を占領中。色んな修羅場をくぐり抜けてきたシングルマザー。耳の金ぴかは命とプライド。

### 松澤家
松澤 博嗣（まつざわ ひろつぐ）
小巻の父。歯科医だった。旅行帰りに自らの運転する自動車で転落事故を起こして亡くなった。
松澤 瑤子（まつざわ ようこ）
小巻の母。事故で他界。
松澤 和人（まつざわ かずと）
小巻の6歳上の兄。事故で他界。
小巻の養父
小巻の叔父で、博嗣の弟に当たる。正式な小巻の養父で、小巻を溺愛している。雪貞と小巻の交際を許さなかった。
小巻の養母
小巻の叔母。夫とともに、祖母を亡くした小巻を引き取る。

### その他の人々
蜂谷（はちや）
声：藤巻恵理子
雪貞と広香が通う高校の養護教諭（保健の先生）。女性。広香に肩入れし、雪貞、広香両名にあれやこれやと吹き込む。通称「青い果実」。
小森（こもり）
声：辰浦亮
雪貞の高校1年時の同級生。男子。ややお調子者。
橋本（はしもと）
声：高橋剛
雪貞の高校1年時の同級生。男子。雪貞・小森とよくつるんでいる。眼鏡をかけている。
黒川 立夏（くろかわ りっか）
高校1年時の小巻のクラスメイト。さばさばした明るい性格。小巻と同様、好きな人に思いを伝えられずすれ違ってしまう。後に陸上部のマネージャーに就任する。「ひみつメランコリー」の主人公。
田村 航（たむら わたる）
立夏の幼馴染。幼い頃は立夏に頼りっぱなしだったが、高校進学した頃から立夏と疎遠になってしまっている。
加瀬 美代子（かせ みよこ）
立夏の友人。クールな性格だが、人当たりはいい。
鹿多 瑤子（しかた ようこ）
高校1年時の雪貞と広香のクラスメイトでクラス委員。「おひげガールズ」で広香の手助けをするが、かえって取り返しのつかないことをしてしまう。
橋本（はしもと）
雪貞らの中学時代の同級生。女子。穂積と一緒にいる事が多い。小巻とは陸上部の同期。
穂積（ほづみ）
雪貞らの中学時代の同級生。女子。女子高に進学した。
笹原（ささはら）
広香の中学時代の同級生。男子。端整な顔立ちで女子から人気があった。広香に告白するが、角が立たないようにと必要以上の言葉で断ったのが逆作用し、広香の孤立の原因となってしまう。

## 既刊一覧

### 小説
- 竹宮ゆゆこ（著）・ヤス（イラスト） 『わたしたちの田村くん』 メディアワークス〈電撃文庫〉、全2巻
  1. 2005年6月10日発売[7]、ISBN 4-8402-3066-8
  2. 2005年9月10日発売[8]、ISBN 4-8402-3152-4

### 漫画
- 竹宮ゆゆこ（原作）・ヤス（キャラクターデザイン）・倉藤倖（作画） 『わたしたちの田村くん』 メディアワークス→アスキー・メディアワークス〈電撃コミックス〉、全4巻
  1. 2006年12月16日発売[9]、ISBN 4-8402-3703-4
  2. 2007年6月27日発売[10]、ISBN 978-4-8402-3927-1
  3. 2008年1月26日発売[11]、ISBN 978-4-8402-4178-6
  4. 2008年6月27日発売[12]、ISBN 978-4-0486-7152-1

## ラジオドラマ
電撃大賞にて2006年12月23日より放送。全4回。

### キャスト
- 田村雪貞 - 保志総一朗
- 松澤小巻 - 広橋涼
- 相馬広香 - 小清水亜美
- 高浦真一 - 私市淳
- 田村直 - 中尾良平
- 蜂谷先生 - 藤巻恵理子
- 小森 - 辰浦亮
- 橋本 - 高橋剛
- 担任 - 平井啓二
- 母親 - 山本百合子
- ほか - 小林弥生・庄司宇芽香・田上あゆみ・戸塚利絵・藤森千恵・安井絵里・安田早希・山口繭

### ドラマCD
- 『わたしたちの田村くん』ドラマCD（発売: メディアワークス 電撃文庫編集部）、2007年4月発売